# نوري (مدينة)
نوري مدينة تقع في الولاية الشمالية بالسودان على الضفة الشرقية لنهر النيل على ارتفاع 260 متر (863 قدم) فوق سطح البحر وبمقربة من الأهرامات الملكية للملوك الكوشيين، وتبعد حوالي 336 كيلو مترا شمال العاصمة الخرطوم، و15 كيلو مترا من قرية سنام الموقع الأثري المهم بالسودان. 
 كما تبعد المدينة 10 كيلو مترات من جبل البركل ، وتتبع هذه الآثار كلها لمدينة نبتة العاصمة الأولي لمملكة كوش. وتعتبر المنطقة مدفناً ملكياً لكل الملوك الكوشيين حتي العام 330 ق.م ويعد الهرم رقم (1) هرم الملك طهارقة هو الهرم الأقدم بين مجموعة تتكون من 61 هرماً.

## معنى التسمية
نوري (بضم النون وفتح الراء) Nūrī كلمة مركبة من لفظين: الأول «نُور» ويعني بلغة الكوشيين القديمة «إله» واللفظ الآخر هو «أور» ويعني «ملك» وصيغة جمعه هي «أوري» وبذلك يكون معنى الأسم المركب «نور-أوري » هو ملوك الآلهة ، وبمرور الزمن تم ادغام الحروف فصارت الكلمة التي اطلقت على المدينة (نوري). وهو اسم واصف لها كونها مدينة لملوك الآلهة حيث توجد اهراماتهم ومدافنهم.

## النقل
ترتبط نوري بالعاصمة الخرطوم بطريق سيار هو طريق شريان الشمال والذي يمر بمدن أخرى قريبة من نوري بالإضافة إلى شبكة من الطرق البرية الترابية التي تربطها بما جاورها من مناطق، ويمكن الوصول إليها جوا عبر مطار مروي الجديد القريب منها ورمزه في الاتحاد الدولي للنقل الجوي ( أياتا ) هو MWE وفي منظمة الطيران المدني الدولي ( إيكاو) HSMN وهو مطار متوسط .

## السياحة
تعتبر نوري وجهة سياحية صاعدة، فمواقها الأثرية مهيئة لجذب المزيد من السياح الأجانب إلى السودان، لكن الأهرامات في حاجة ماسة للحماية لضمان استمرارها في البقاء، لأن الرمال التي تحركها الرياح تعمل على تآكل أسطح الحجر الرملي ببطء ، خاصة تلك الأكثر تعرضًا. كما أن ارتفاع المياه الجوفية في نوري أدى إلى إغراق غرف الدفن المنحوتة في الصخور والموجودة تحت أهرامات الحجر الرملي بصورة أكثر دراماتيكية ومعظمها يقع في عمق 22 إلى 32 قدمًا (6- 9 متر تقريباً) تحت الأرض. وقد أُدرجت أهرامات نوري الملكية في 25 موقعًا تراثيًا من مواقع التراث العالمي لعام 2022 ذات الأهمية الثقافية الاستثنائية التي تواجه تحديات عالمية والتي يعد الحفاظ عليها أمرًا ملحًا وحيويًا للمجتمعات المحلية.
و
هناك بعض الجهات ومن بينها الهيئة الوطنية السودانية للآثار والمتاحف وبعثة نوري الأثرية ، ومجموعة من علماء المنطقة يجرون أبحاثًا في الموقع، ومع مراقبة آثار نوري للحفاظ عليها من تهديد القوى الخارجية المتفاقمة بما في ذلك مهددات قوى الطبيعة كتغير المناخ، يمكن تطوير هذا التراث وتمهيد الطريق للسياحة المستقبلية التي يمكن أن تفيد مجتمع نوري والمجتمعات المجاورة

## نوري منطقة تراث ثقافي عالمي
في العام 2003 م أعلنت منظمة اليونسكو منطقة نوري وكل المباني الأثرية المحيطة بها مع جبل البركل كمنطقة تراث ثقافي عالمي.

## أهرامات نوري

### الملك طهارقة
أسس نوري الملك طهارقة ، أهم ملوك الأسرة الخامسة والعشرين، الذي حكم مصر من 690 إلى 664 قبل الميلاد واختار الدفن في موطنه، لكنه غادر الكرو ليُبنى قبره في نوري، ويعد هرم طهارقة أكبر هرم لأي حاكم كوشي. وتم بناؤه على مرحلتين ويمكن اليوم رؤية هرم أصغر، والذي يشكل جوهر الهيكل الموسع، بارزًا من الجزء العلوي المنهار للنصب الأثري الباقي.عاد خليفة تهارقا، الملك انلماني إلى نوري. وقام جميع الملوك اللاحقين في حقبة نبتة ببناء مقابرهم في نوري والتي تضم أيضًا مقابر ملوك وملكات وأعضاء آخرين من العائلات المالكة. وكان الملك النبطي ناستاسن ، الذي حكم في النصف الثاني من القرن الرابع قبل الميلاد، هو آخر من دُفن في نوري.
وقد احتوت مدينة نوري على اضخم تجمع لاهرامات في السودان بعد اهرامات البجراوية الشهيرة، حيث بلغ مجموع ما تحتويه من اهرامات 79.
ويعتبر هرم تهارقا أكبر هرم تم بناؤه في السودان حيث كان بإرتفاع ٦٣ متر (206.692 قدم) 
تتشابه إهرامات نوري مع نظيراتها في مصر ، ورغم تعرض هذه الإهرامات لتدمير كبير لكن الأجزاء الأساسية من غرف الجنائز الملكية وجدت سليمة، ولحسن الحظ قام النوبيون خلال العصر المسيحي بتشييد كنيسة تم بناءها من أحجار قلعت من هذه الأهرامات بالإضافة للعديد من المسلات المتنوعة التي تم تفكيكها والاستعانة بحجارتها.وقد تم إستكشاف هذه الإهرامات بواسطة العالم الأمريكي جورج اندرو ريزنر.

### مجموعات أهرامات نوري

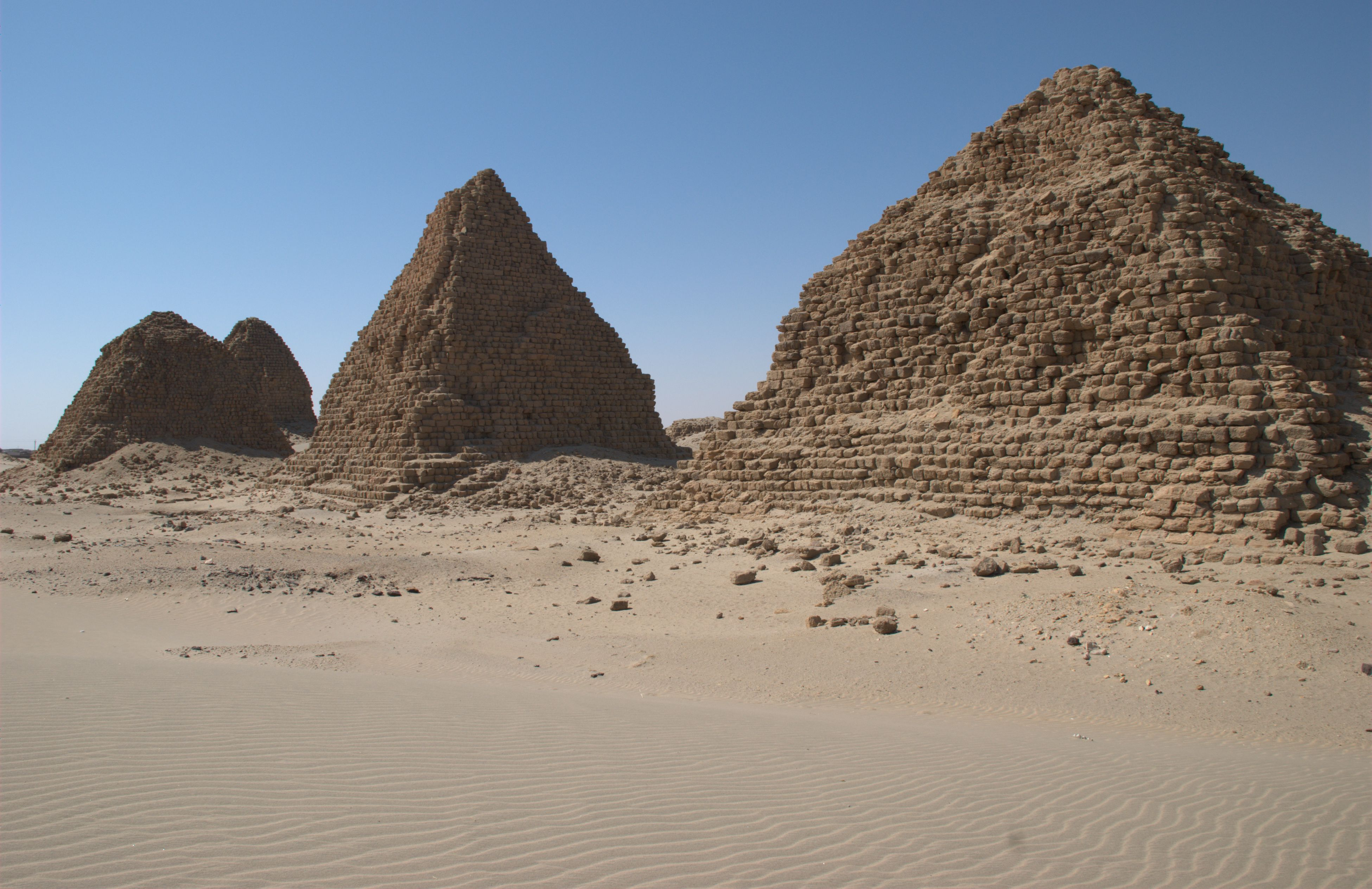
منظر عام للإهرامات الكوشية السودانية

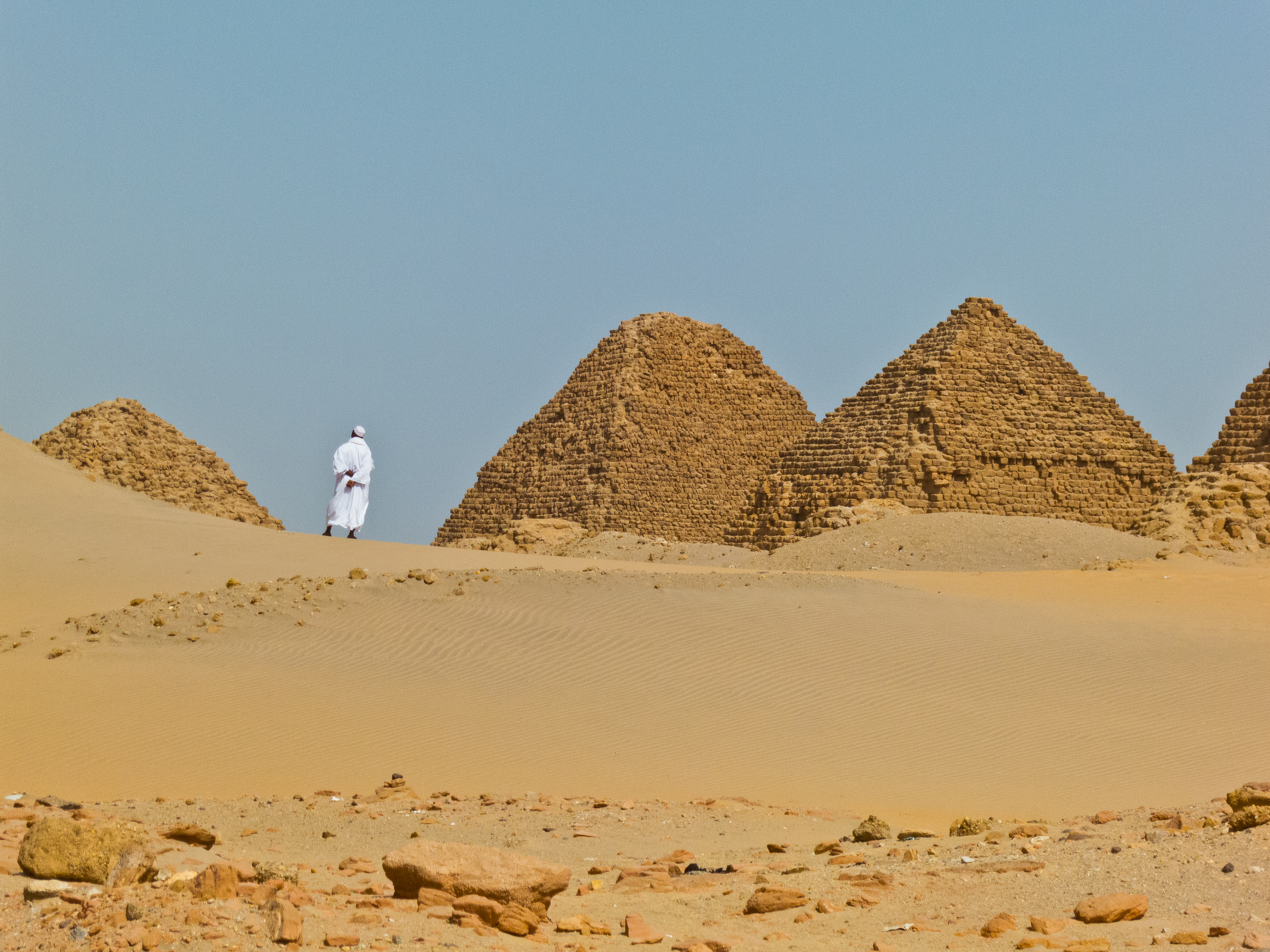
رجل يتجول بين الإهرامات بنوري

شيدت الأهرامات علي هضبتين منفصلتين ، ويقع هرم الملك طهارقة في أعلي نقطة من الهضبة الغربية والي جواره أهرامات الملكات الكوشيات ، في حين تقع إهرامات الملوك الأخرين في الهضبة الشرقية، وتقسم الي ثلاث مجموعات:
1. مجموعة الإهرامات الأولي : تقع الي الشمال الغربي من هرم الملك طهارقة .
2. مجموعة الإهرمات الثانية: تقع في صفيين متوازيين من الإهرامات الي الشمال من هرم الملك طهارقة ، وهي في الأساس مدافن للملكات ، وزوجات الملوك.
3. مجموعة الإهرمات الثالثة: مجموعة من الإهرامات الصغيرة جداً تقع الي أقصي شمال الموقع ، وهي مدافن لإمهات الملوك وغيرهم من زوجات الأشخاص الأقل مرتبة .

وتم ترتيب أهرامات نوري كالأتي:
- هرم1 الملك طهارقة.
- هرم2 الملك أماني ستبرقة.
- هرم3 الملك سنكامانسكن.
- هرم4 الملك سياسبقة.
- هرم5 الملك مالنقين بن ارامتل كو.
- هرم6 الملك انلماني بن سنكامانسكن.
- هرم7 الملك كركاماني.
- هرم8 الملك أسبالتا بن سنكامانسكن.
- هرم9 الملك ارامتل كو بن أسبالتا.
- هرم10 الملك أماني نتاكليبت.
- هرم11 الملك ملاويبماني.
- هرم12 الملك أماني نتيركي ابن ملاويبماني.
- هرم13 الملك هرستوف.
- هرم14 الملك اكراتين.
- هرم15 الملك ناستاسن.
- هرم16 الملك تلاكماني.
- هرم17 الملك بسكاكيرنابن ملاويبماني.
- هرم18 الملك انلماي.
- هرم19 الملك نساكما.
- هرم20 الملك اتلانيرسا ابن الملك طهارقة.
- هرم21 الملكة تاكهاتنامن زوجة الملك طهارقة.
- هرم22 الملكة امانيمايل زوجة الملك سنكامانسكن.
- هرم23 الملكة  مساليا زوجة الملك سنكامانسكن.
- هرم24 الملكة  نسالسا زوجة الملك سنكامانسكن وابنة الملك اتلانيرسا.
- هرم25 الملكة ملوترال الثانية ؟ من زمن الملك أماني نتكلتلبت.
- هرم26 الملكة  أماني تكايا زوجة الملك ارامتل كو و ابنة الملك أسبالتا وام الملك مالنقين.
- هرم27 الملكة ميديكن زوجة الملك انلماني.
- هرم28 الملكة هينتو خبت زوجة الملك أسبالتا.
- هرم29 الملكة بيانكاكيوقا يحتمل ان تكون زوجة الملك سيسبقا.
- هرم31 الملكة ساكايا يحتمل ان تكون زوجة الملك ملاويبماني.
- هرم32 الملكة اكراسن زوجة مؤقتة للملك ملاويبماني.
- هرم34 الملكة هنتايردس يحتمل ان تكون زوجة الملك هرستوف.
- هرم35 الملكة  ابآر زوجة الملك بعنخي وام الملك طهارقة.
- هرم36 الملكة اتكباسكن زوجة الملك طهارقة.
- هرم38 الملكة اها(قا) ابنة الملك أسبالتا وزوجة الملك ارامتل كو.
- هرم39 الملكة مولاتاسن زوجة الملك ارامتل كو.
- هرم40 الملكة موكمل يحتمل ان تكون زوجة الملك أسبالتا.
- هرم41 الملكة ملوترال الاولي ؟ زوجة الملك اتلانيرسا.
- هرم42 الملكة اساتا زوجة الملك أسبالتا.
- هرم44 الملكة بتاهاليا يحتمل ان تكون زوجة الملك هرستوف.
- هرم45 الملكة تاقتال زوجة الملك الملك مالنقين.
- هرم43 الملكة يتروو شقيقة الملك اتلانيرسا.
- هرم55 الملكة اتمتكا زوجة الملك ارامتل كو.
- هرم56 الملكة ساكماك يحنمل ان تكون زوجة الملك ناستاسن.
- هرم57 الملكة بينخ هار ؟ زوجة الملك ارامتل كو.
- هرم58 الملكة ارتاها زوجة الملك أسبالتا.
- هرم59 الملكة  مولا قاي زوجة الملك تنوت أماني.
- هرم61 الملكة أتاسا ميل ، يحتمل ان تكون زوجة الملك أماني نتيراك .

## معرض صور

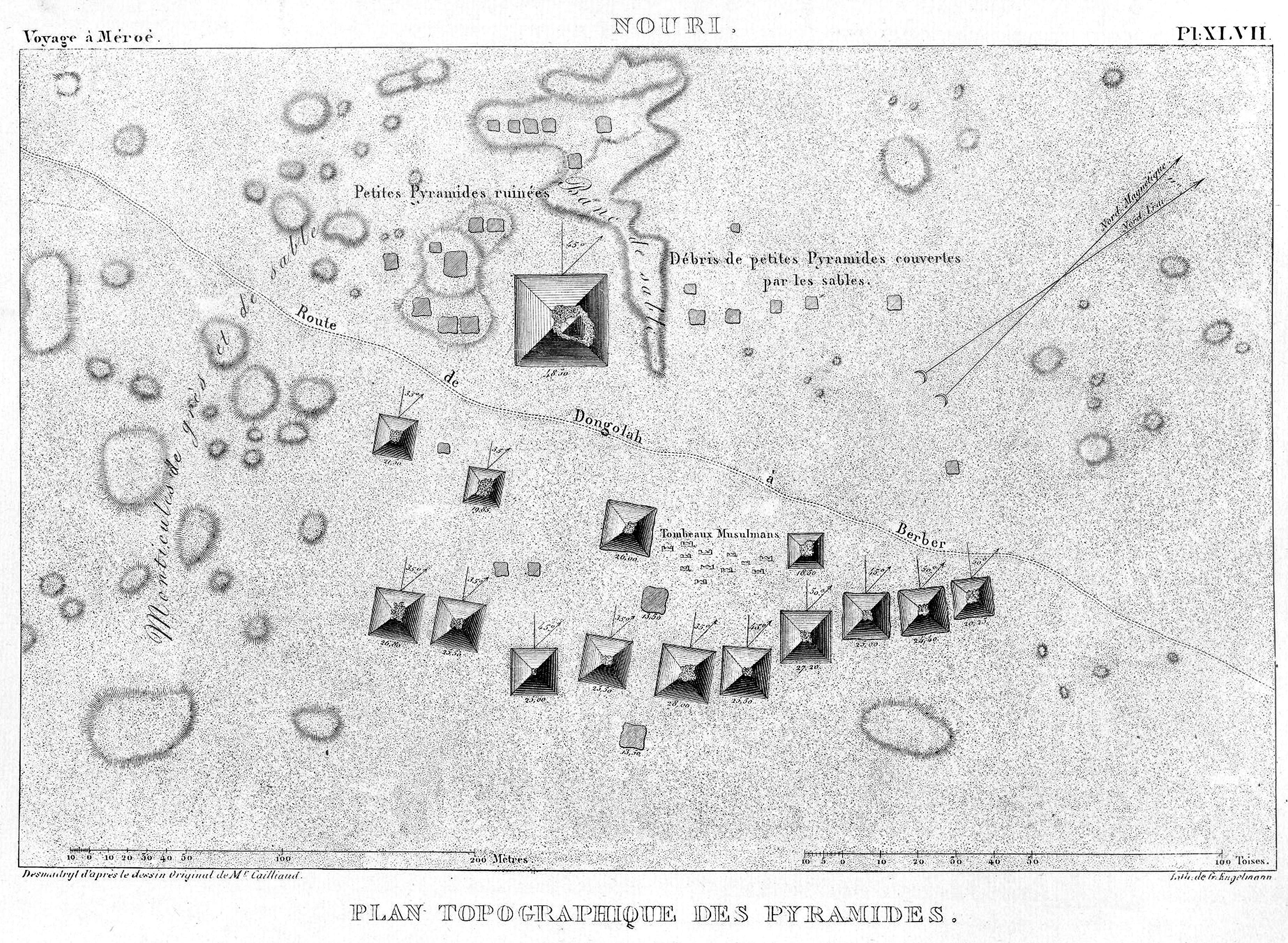
خريطة أهرامات نوري
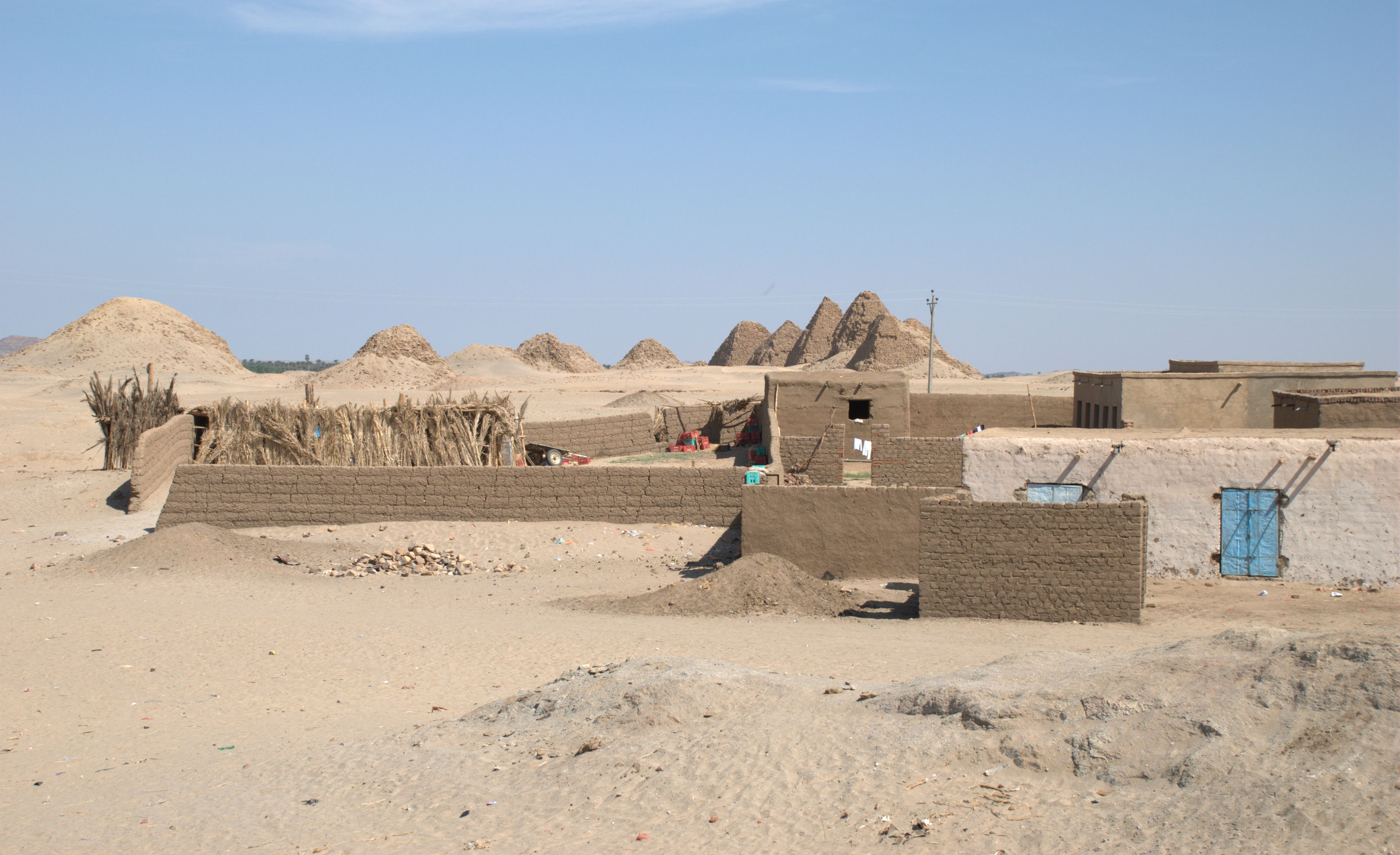
الطريق بأتجاه الأهرامات
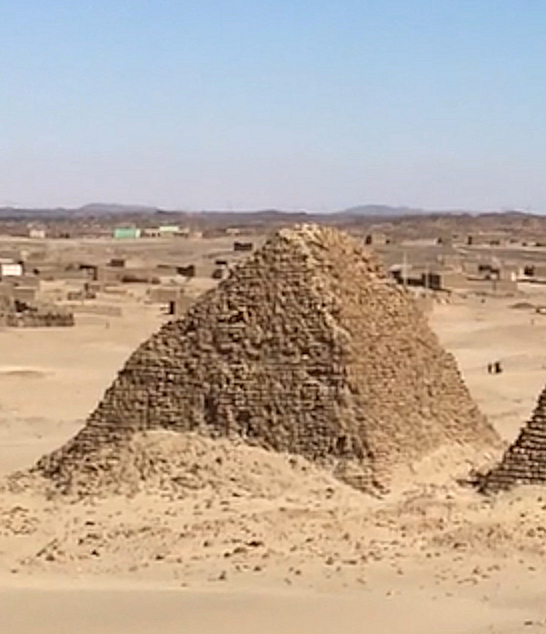
هرم نوري 10 أمانيناتاكيلبت
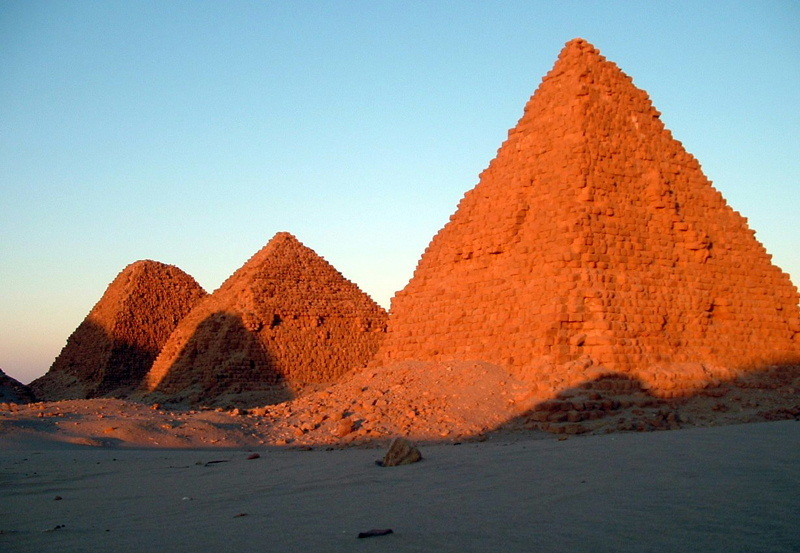
أهرامات نوري
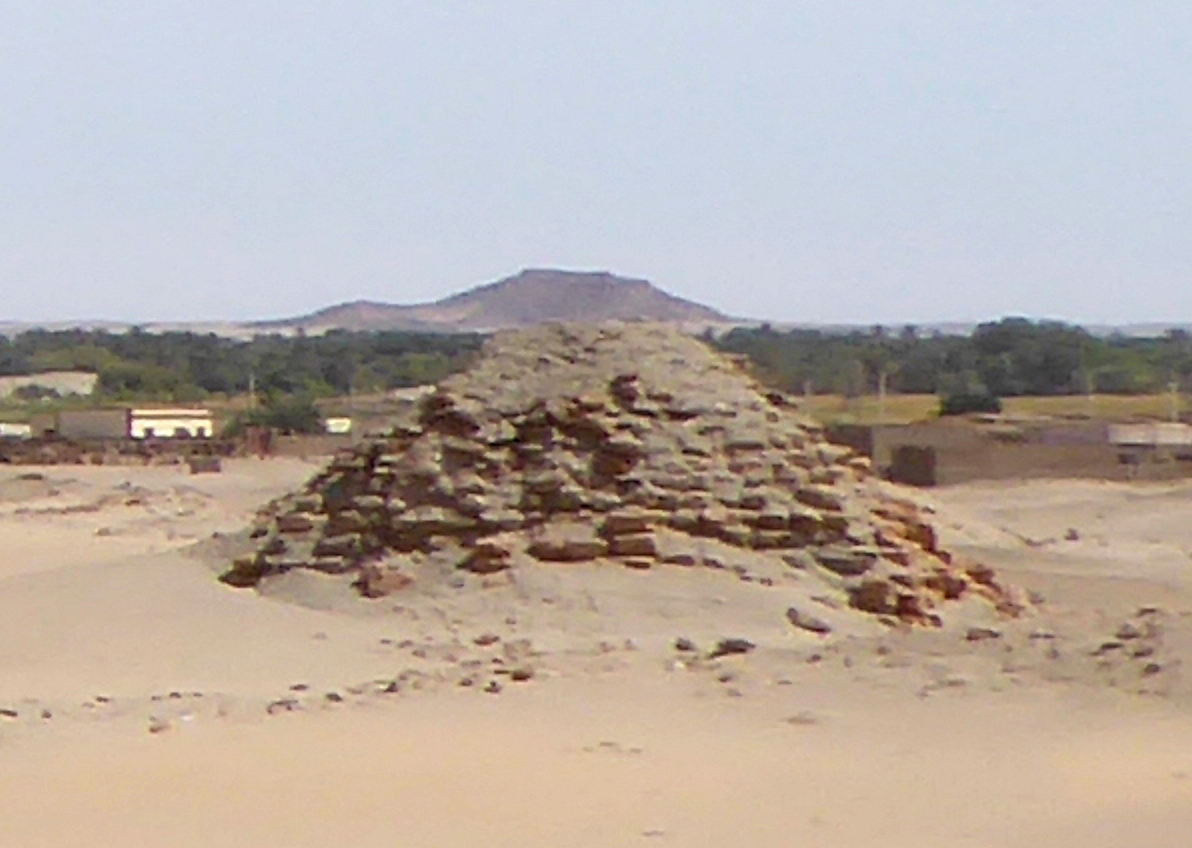
هرم نوري 2 للملك أمانيا طبرقة
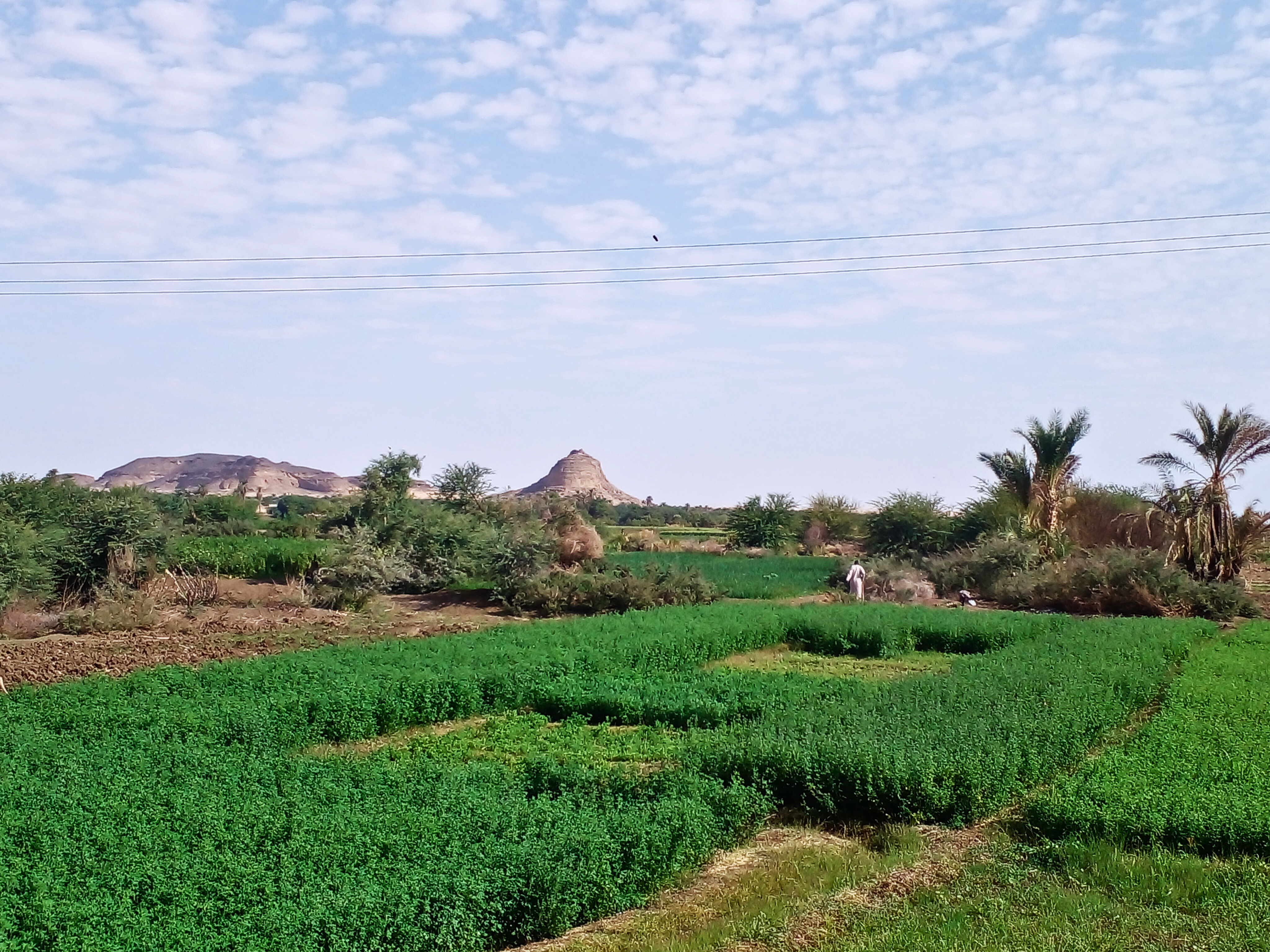
جنائن نوري ويظهر فيها  جبل البركل
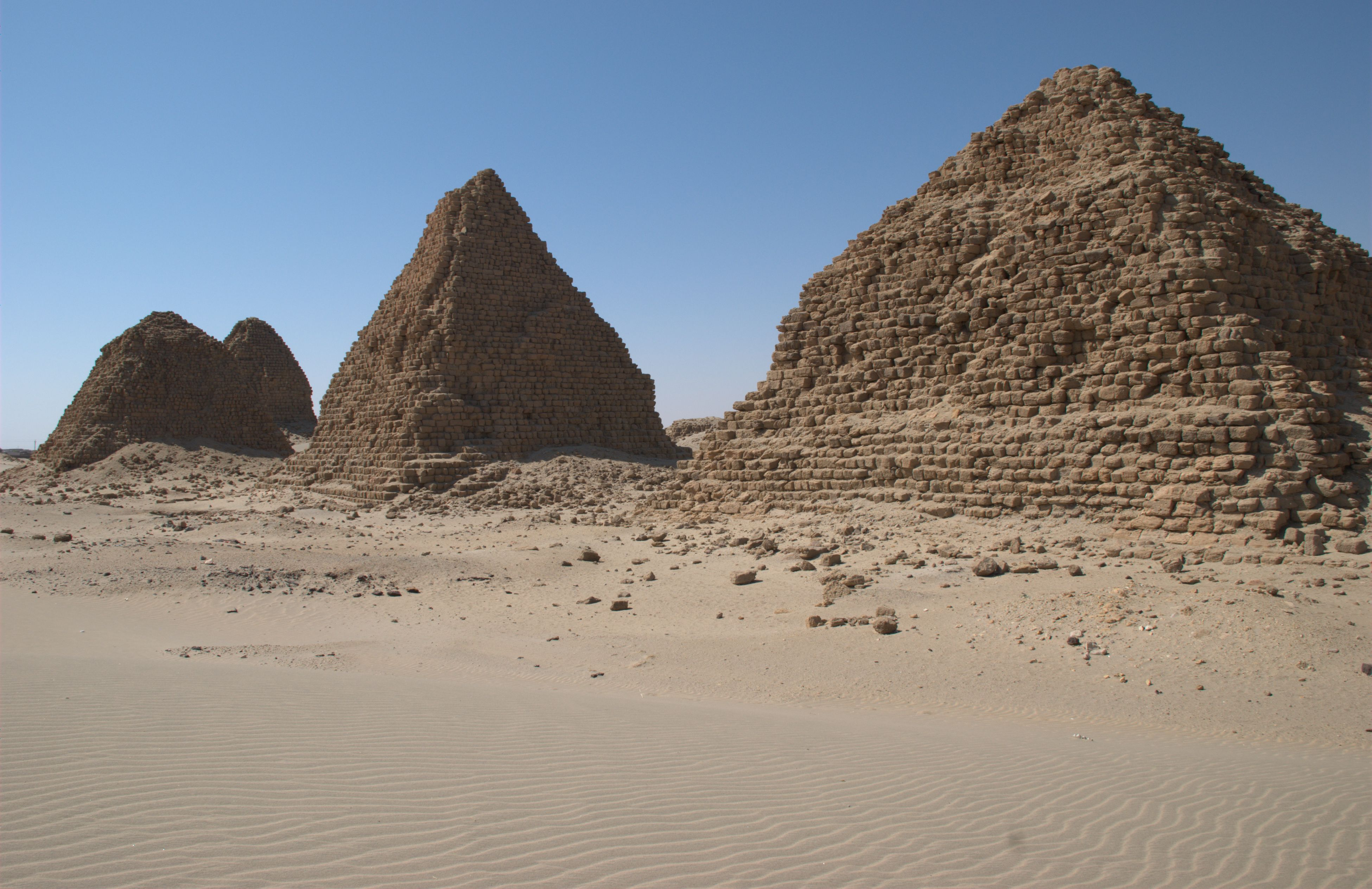
أهرامات نوري من الشمال الشرقي. قرب جبل البركل.
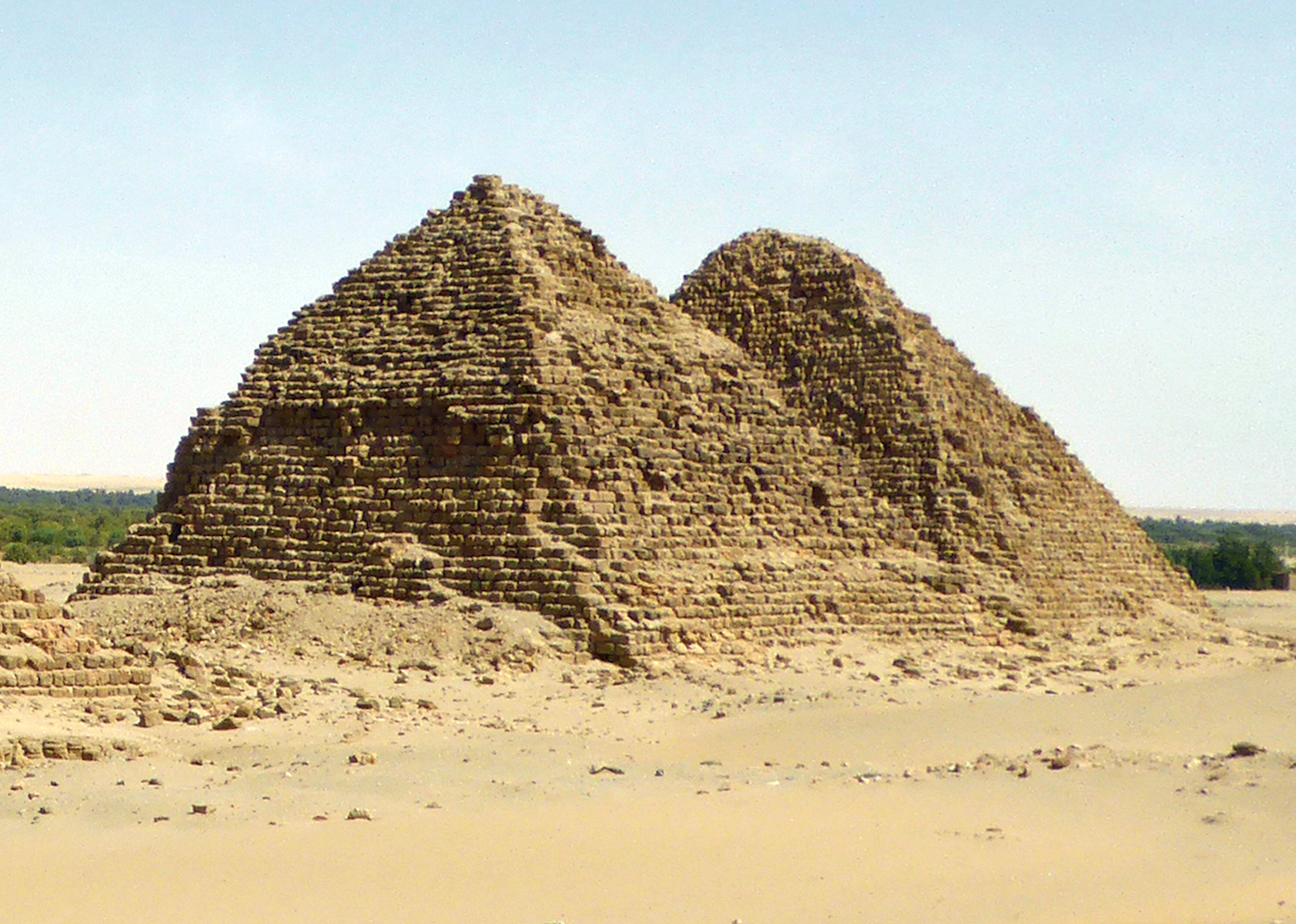
هرم نوري التاسع لأرامتل-قو خلف الهرم العاشر للملك أمانيناتاكيليبت
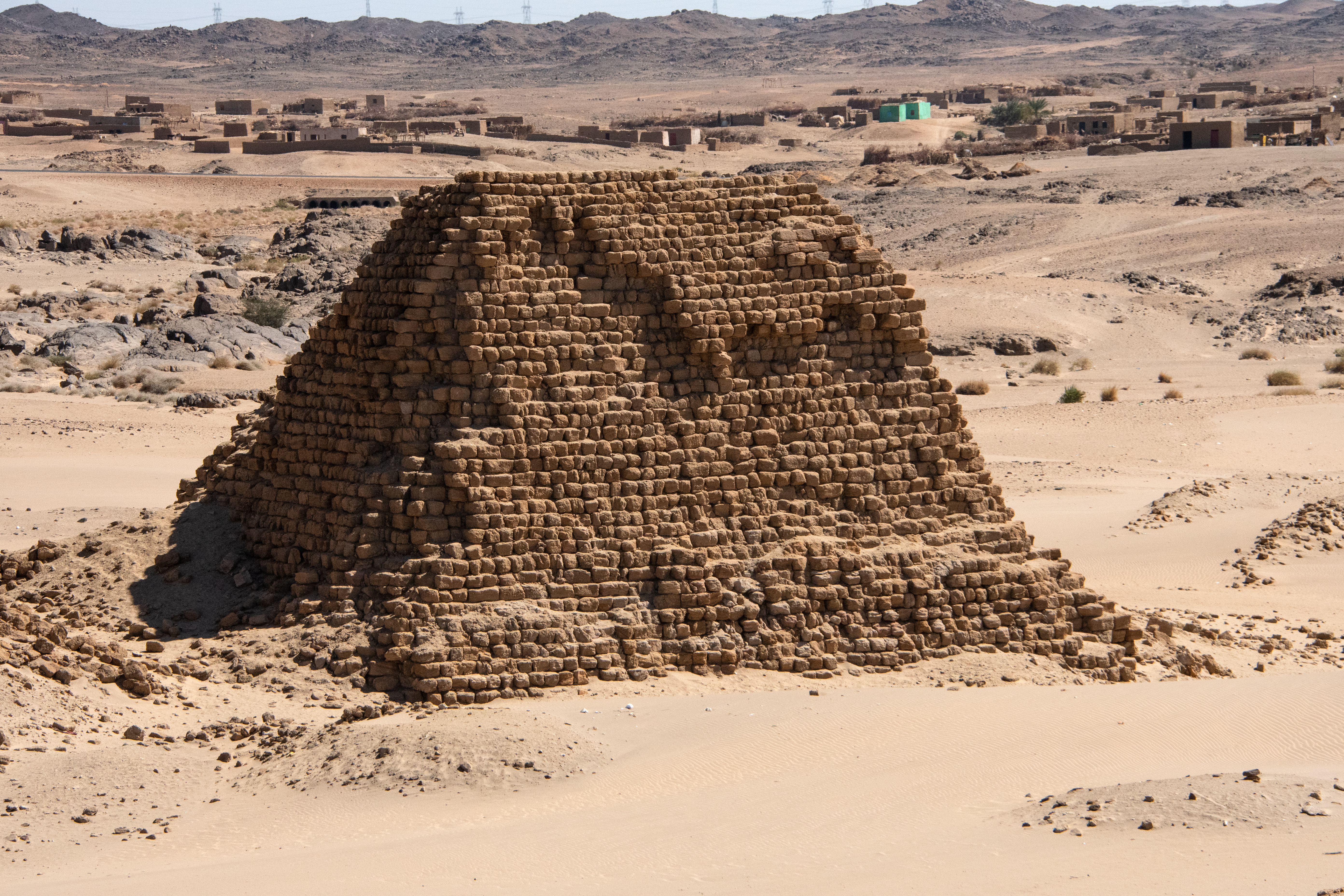
الهرم النوري النووي الثاني الكوشي
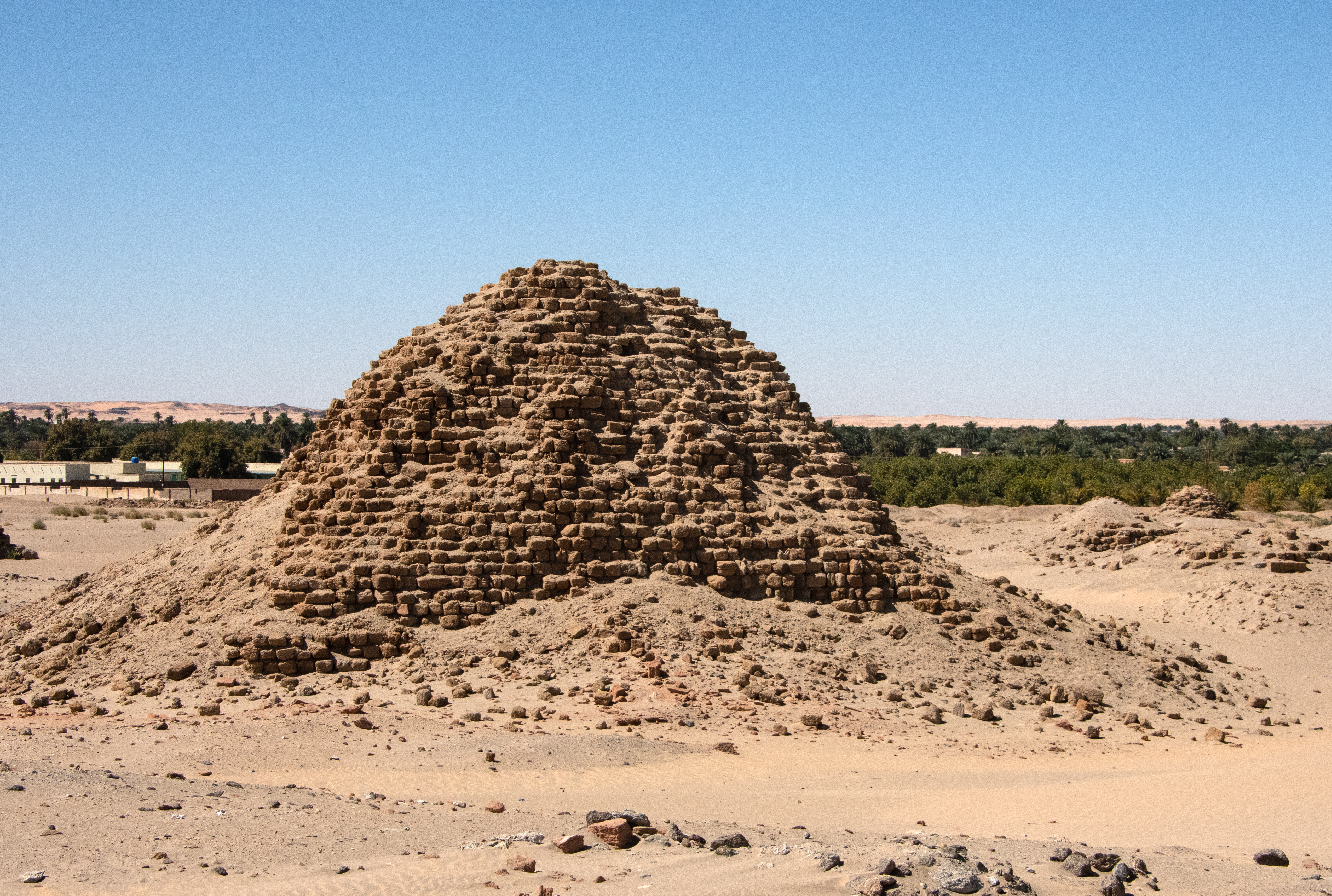
الهرم النوري التاسع
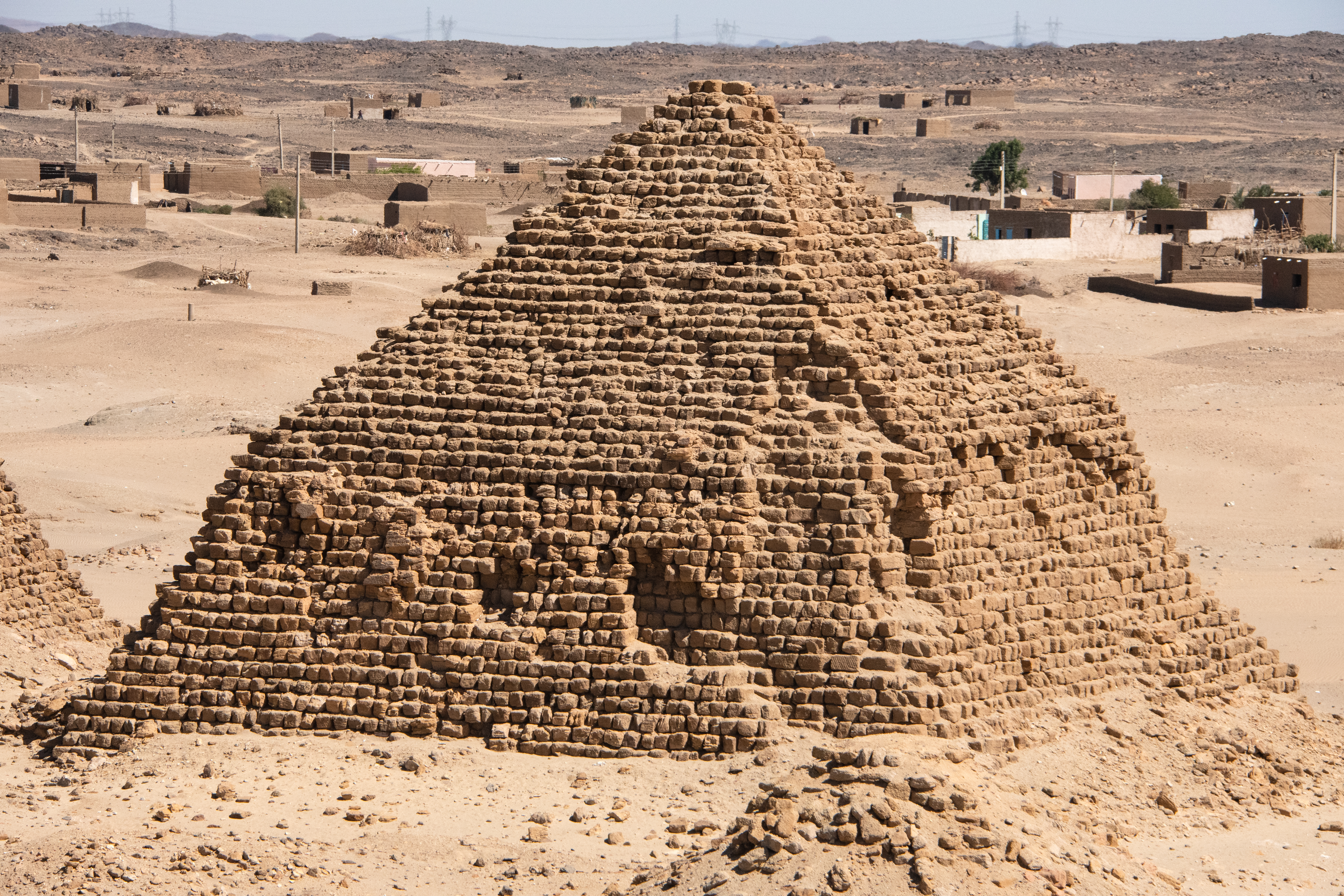
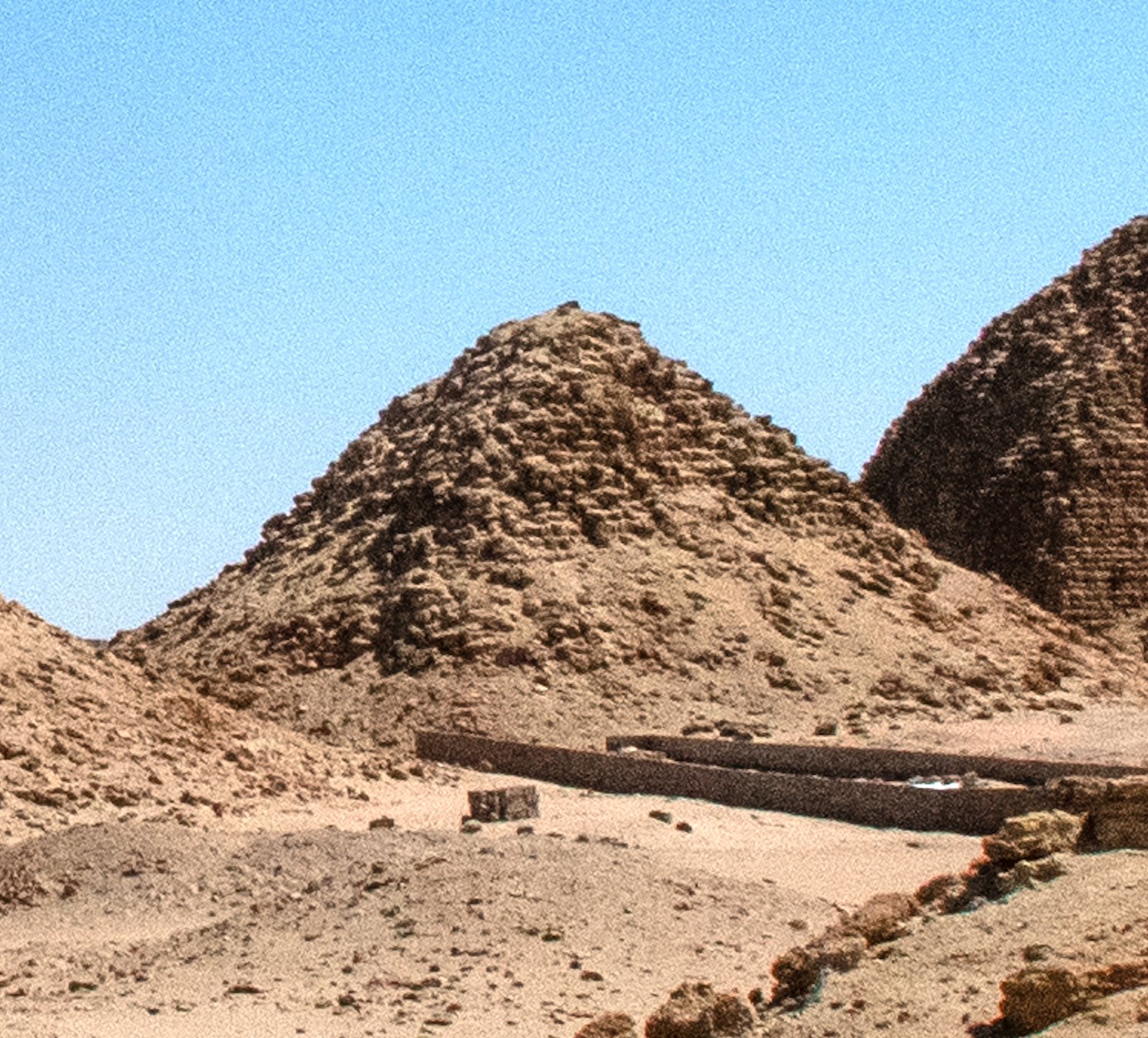
هرم نوري الملك الحادي عشر الملك ماليويباماني
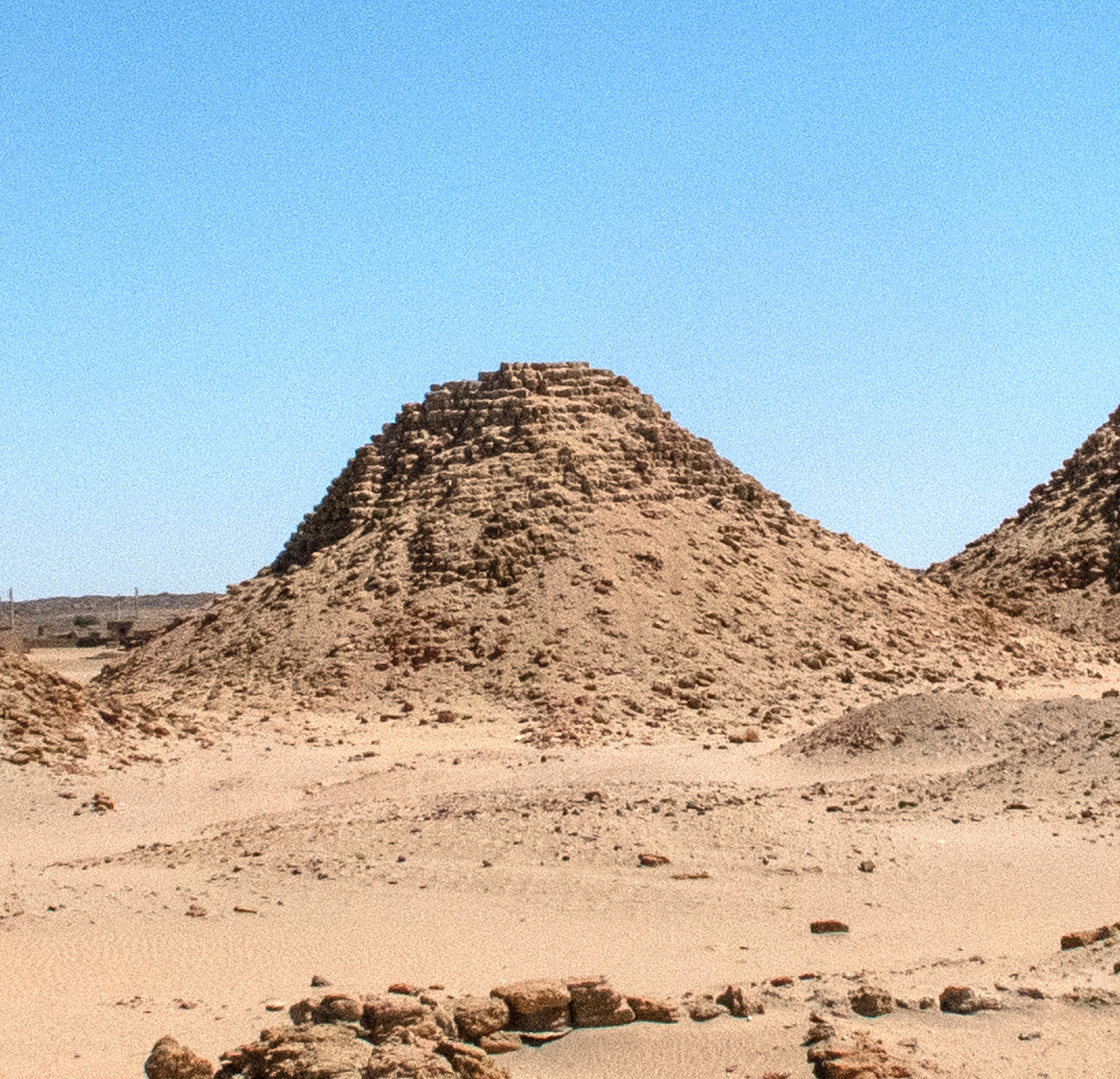
هرم نوري  نو الثاني عشر الملك أمانينيتيريكي
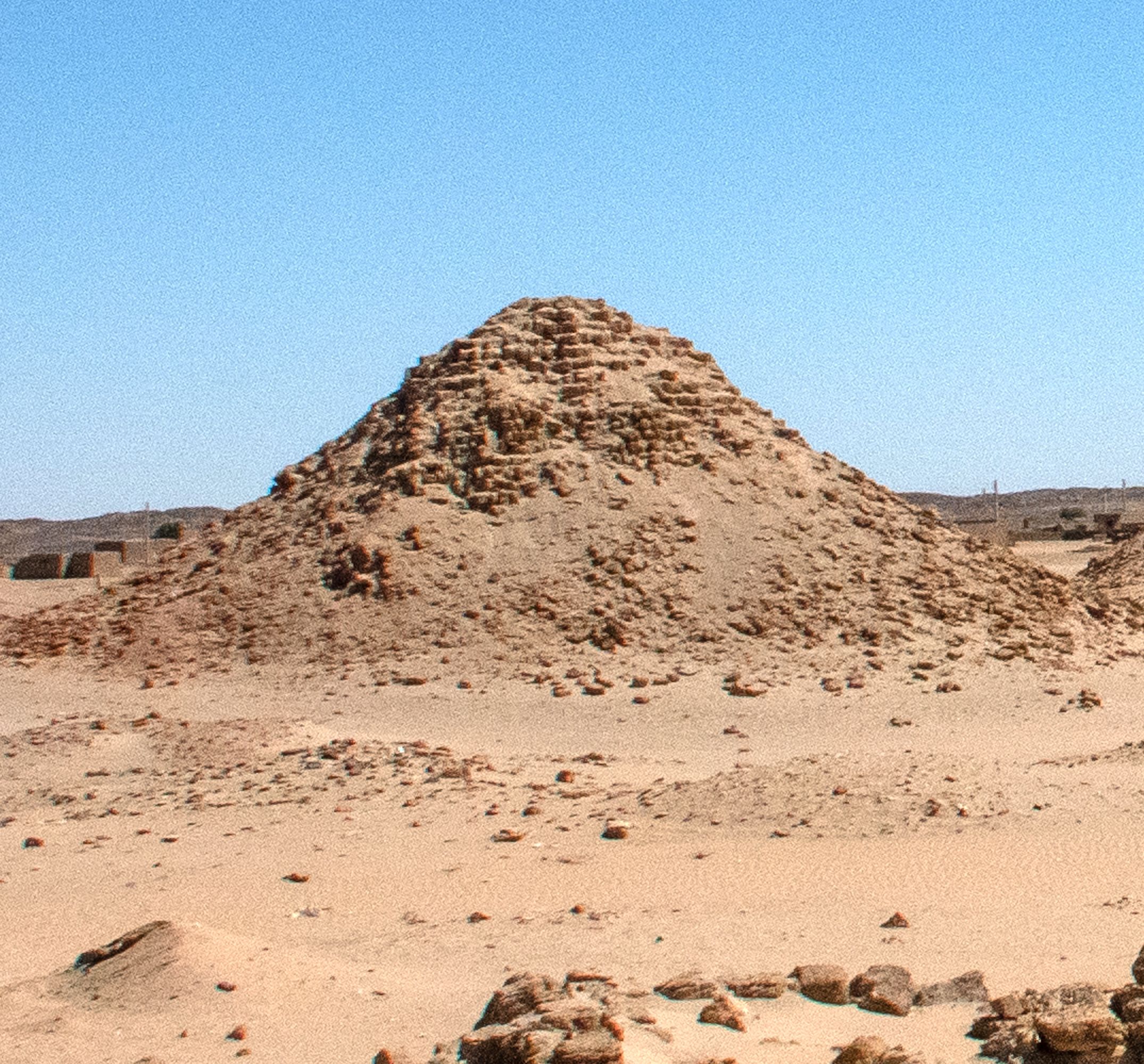
هرم نوري نو الثالث عشر الملك حرسيوطف
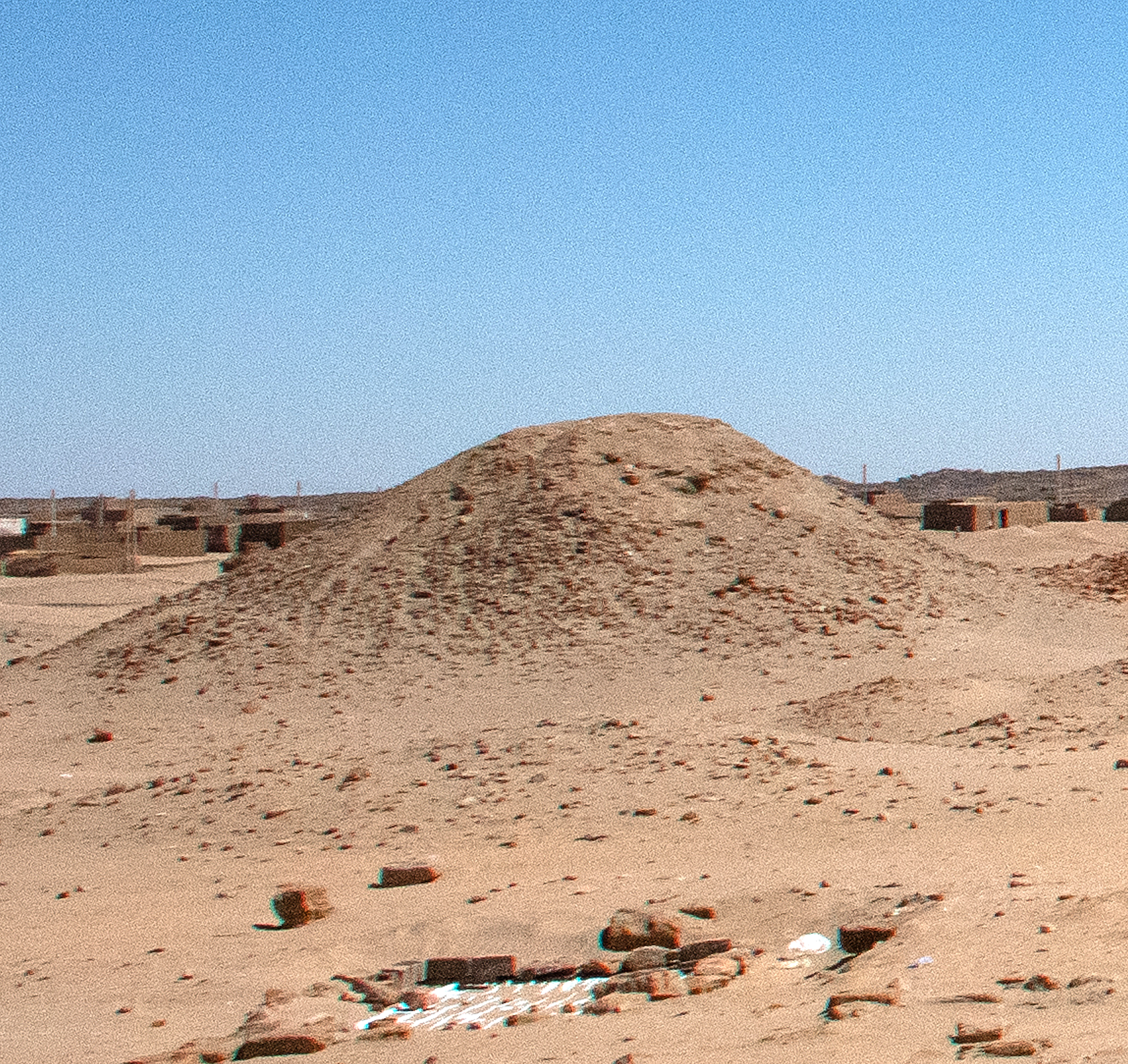
هرم نوري نو الرابع عشر الملك أخناتون
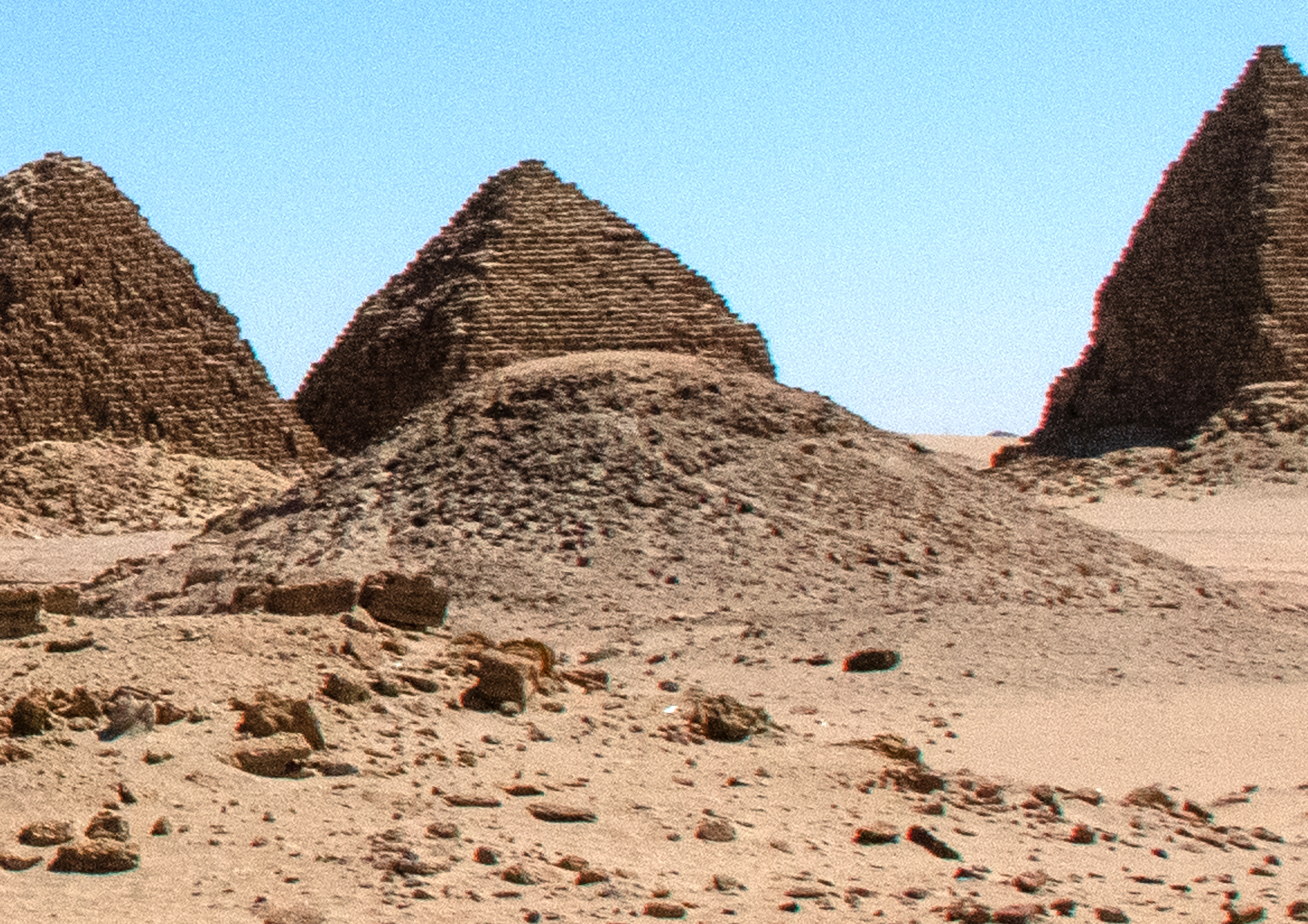
نوري الهرم نو الخامس عشر  الملك ناستاسن
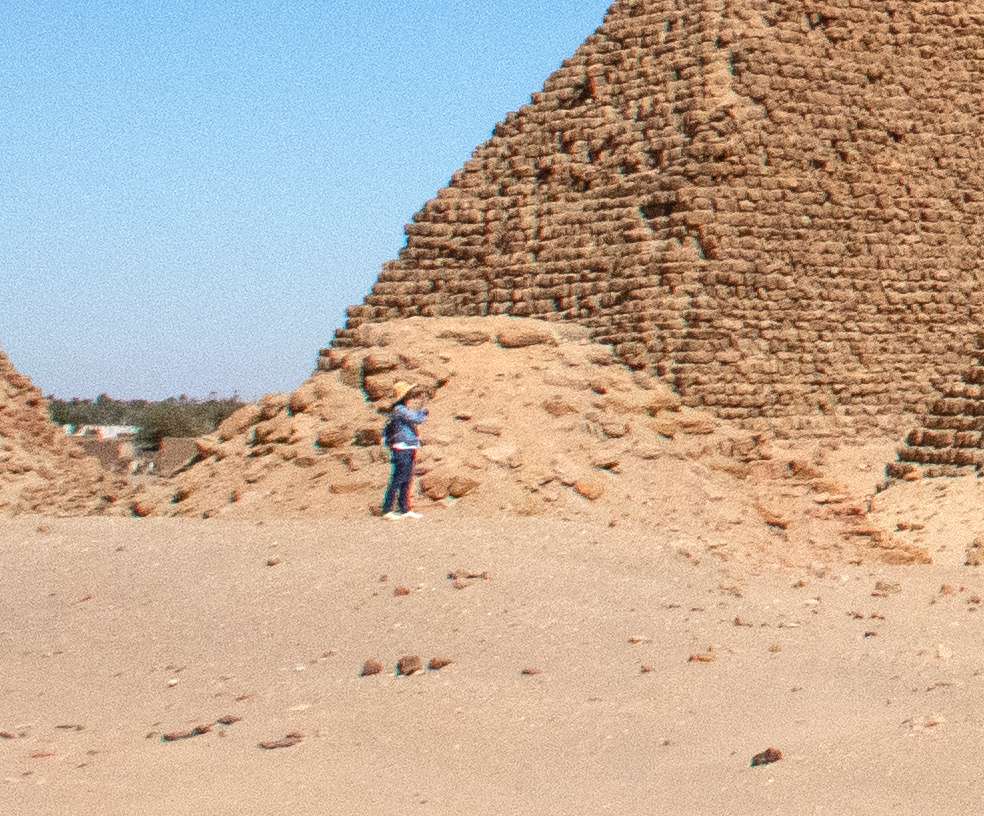
هرم نوري نو السابع عشر الملك بسكاكيرين
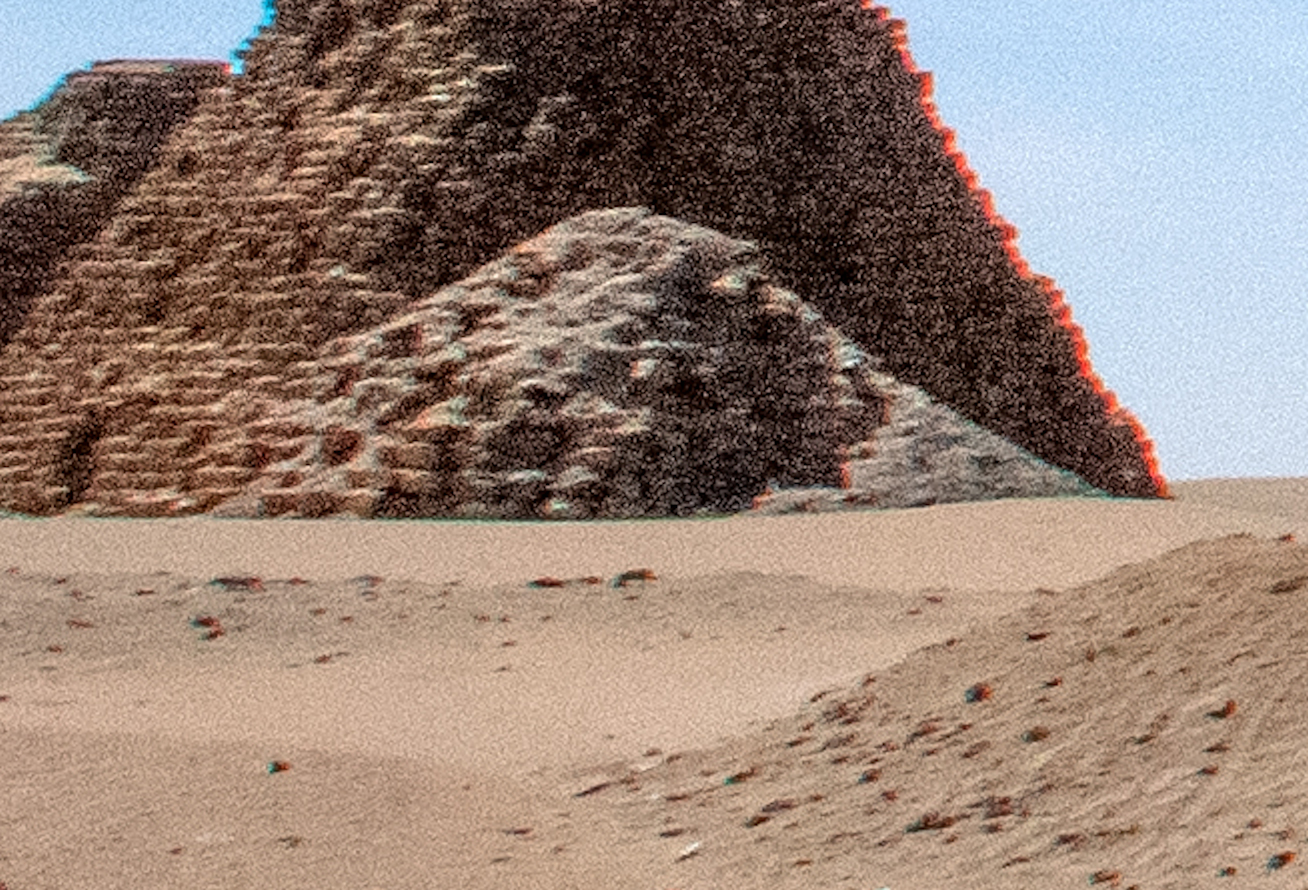
هرم نوري السادس عشر الملك تلاخماني

## وصلات خارجية
- إهرامات نوري.
- القبور الملكية في كوش 2 , ونوري, تأليف دوز دونهام، متحف الفنون الجميلة - بوسطن, 1955.